# Gnopharmia afghanistana
Gnopharmia afghanistana är en fjärilsart som beskrevs av Edward P. Wiltshire 1967. Gnopharmia afghanistana ingår i släktet Gnopharmia och familjen mätare. Inga underarter finns listade i Catalogue of Life.